# Maatarka
Maatarka (franska: Maatarka (CR), Maatarka (Commune Rurale), arabiska: سيدي بوبكر) är en kommun i Marocko.   Den ligger i provinsen Figuig och regionen Oriental, i den nordöstra delen av landet, 400 km öster om huvudstaden Rabat. Antalet invånare är 8 030.